# Route départementale 938 (Yvelines)
Pour les articles homonymes, voir Route départementale 938.
La route départementale 938 ou D938, est un axe nord-sud d'importance relative du département des Yvelines. Deux portions de son tracé connaissent une forte fréquentation, l'extrémité nord et le tronçon autour de Saint-Rémy-lès-Chevreuse, tandis que la partie centrale et l'extrémité sud ne subissent quasiment jamais d'encombrements. Il s'agit de l'ancienne RN 838.
La partie septentrionale permet, en effet, aux habitants du sud de Versailles, c'est-à-dire des communes de Buc (Yvelines), des Loges, de Toussus-le-Noble et de Châteaufort (Yvelines) de rejoindre la ville-préfecture dans le quartier des Chantiers. Les flux de circulation se font donc, surtout le matin, dans le sens sud-nord sur cette portion de route ; le soir, les flux sont inversés. De même, la partie méridionale permet aux habitants du nord de Saint-Rémy-lès-Chevreuse, c'est-à-dire essentiellement de Magny-les-Hameaux et surtout son lieu-dit Cressely ainsi qu'aux habitants de l'Essonne de rejoindre la gare RER de Saint-Rémy-lès-Chevreuse.

## Itinéraire
Dans le sens nord-sud, les communes traversées sont :
- Versailles : la D938 commence à l'intersection de la rue de Noailles et de la rue des États-Généraux (RD 186). Elle suit la rue de Noailles (aujourd'hui à sens unique dans l'autre sens de circulation), franchit la place des Francine, suit la rue Édouard-Charton à l'extrémité de laquelle elle franchit les voies de la ligne de Paris-Montparnasse à Brest par le pont Saint-Martin. Sortie de l'agglomération de Versailles, elle gravit le plateau de Satory par la rampe Saint-Martin, où un demi-échangeur permet la communication avec les voies sud de la route nationale 12 (sortie en provenance de Guyancourt et entrée vers Vélizy-Villacoublay). Elle retrouve alors la RD 939, très courte antenne qui rejoint la gare de Versailles-Chantiers ;
- Buc : après être sortie de la forêt de Versailles, la route traverse le centre-ville avec le nom de rue Louis Blériot, passe devant la mairie, longe les arcades de l'aqueduc de Buc avec le nom de route du Régiment royal de Normandie  puis sort du village par la rue Jean Casale pour monter sur le plateau de Toussus-le-Noble où commence vers l'est la route départementale 120 (en direction des Loges-en-Josas et de Jouy-en-Josas) et où se trouve la zone industrielle de Buc ;
- Toussus-le-Noble : la grande ligne droite prend le nom de route de Bordeaux, longe l'aéroport de Toussus-le-Noble et contourne le village par l'est, pour atteindre la limite entre le département des Yvelines et celui de l'Essonne.

À Villiers-le-Bâcle, sous la dénomination RD 838, la route traverse l'extrémité de cette commune essonienne sur environ un kilomètre. Elle rentre à nouveau dans le département des Yvelines pour poursuivre son cheminement :
- Châteaufort : au carrefour avec la route départementale 36 (Saclay - Trappes), la route redevient yvelinoise, prend le nom de route de Versailles, descend en lacets dans la vallée de la Mérantaise pour traverser l'extrémité du village au lieu-dit de La Trinité, passe au début de la route départementale 95 (vers Gif-sur-Yvette) et remonte également en lacets vers le plateau de Cressely ;
- Magny-les-Hameaux : la route, toujours avec le nom de route de Versailles, traverse le hameau de Cressely et en fin d'agglomération passe au début de la route départementale 195, baptisée route de Port-Royal des Champs et qui conduit au hameau de Buloyer où passe la route départementale 91 ;
- Saint-Rémy-lès-Chevreuse : la D938, ici aussi nommée route de Versailles, longe le quartier de Beauplan sur le même plateau que Cressely puis descend en lacets vers la route départementale 906 avec laquelle elle va fusionner avec le nom de rue de Paris sur environ 250 mètres, dans le centre-ville ; appelée rue de la République, elle reprend son tracé vers le sud, passe devant la gare de Saint-Rémy-lès-Chevreuse, prend le nom de route de Limours, commence la traversée de la forêt de Méridon et se termine à la limite du département de l'Essonne aux abords des communes des Molières et de Boullay-les-Troux.